# Spielvereinigung Fürth 1981-1982
Questa voce raccoglie le informazioni riguardanti la Spielvereinigung Fürth nelle competizioni ufficiali della stagione 1981-1982.

## Stagione
Nella stagione 1981-1982 il Fürth, allenato da Hans-Dieter Roos e Lothar Kleim, concluse il campionato di 2. Bundesliga al 14º posto. In Coppa di Germania il Fürth fu eliminato al primo turno dal Monaco 1860.

## Rosa
| N. |                                 | Ruolo | Calciatore           |
| -- | ------------------------------- | ----- | -------------------- |
|    | Germania (bandiera)             | P     | Roland Kastner       |
|    | Germania (bandiera)             | D     | Bernhard Bergmann    |
|    | Germania (bandiera)             | D     | Gerd Fink            |
|    | Germania (bandiera)             | D     | Hermann Grabmeier    |
|    | Germania (bandiera)             | D     | Norbert Hütter       |
|    | Germania (bandiera)             | D     | Manfred Ritschel     |
|    | Germania (bandiera)             | D     | Hans-Dieter Seelmann |
|    | Polonia (bandiera)              | D     | Franciszek Smuda     |
|    | Germania (bandiera)             | C     | Jürgen Baier         |
|    | Germania (bandiera)             | C     | Ludwig Denz          |
|    | Bosnia ed Erzegovina (bandiera) | C     | Radomir Dubovina     |

| N. |                     | Ruolo | Calciatore           |
| -- | ------------------- | ----- | -------------------- |
|    | Germania (bandiera) | C     | Florian Hinterberger |
|    | Germania (bandiera) | C     | Werner Orf           |
|    | Germania (bandiera) | C     | Siegfried Schneider  |
|    | Germania (bandiera) | C     | Klaus Suchanek       |
|    | Germania (bandiera) | A     | Konrad Eickels       |
|    | Germania (bandiera) | A     | Lothar Leiendecker   |
|    | Germania (bandiera) | A     | Wolfgang Metzler     |
|    | Germania (bandiera) | A     | Fred Schaub          |
|    | Germania (bandiera) | A     | Karl-Heinz Stempfle  |
|    | Germania (bandiera) | A     | Franz Weber          |

## Organigramma societario
Area tecnica
- Allenatore: Lothar Kleim
- Allenatore in seconda:
- Preparatore dei portieri:
- Preparatori atletici:

## Calciomercato

### Sessione estiva
| Acquisti | Acquisti            | Acquisti          | Acquisti |
| R.       | Nome                | da                | Modalità |
| -------- | ------------------- | ----------------- | -------- |
| C        | Ludwig Denz         | Saarbrücken       |          |
| A        | Konrad Eickels      | Preußen Münster   |          |
| D        | Gerd Fink           | Eintracht Treviri |          |
| A        | Lothar Leiendecker  | Eintracht Treviri |          |
| C        | Siegfried Schneider | Ulma              |          |

| Cessioni | Cessioni       | Cessioni   | Cessioni |
| R.       | Nome           | a          | Modalità |
| -------- | -------------- | ---------- | -------- |
| A        | Karl Klein     | Pirmasens  |          |
| A        | Werner Seubert | Bayern Hof |          |

### Sessione invernale
| Acquisti | Acquisti         | Acquisti     | Acquisti |
| R.       | Nome             | da           | Modalità |
| -------- | ---------------- | ------------ | -------- |
| C        | Radomir Dubovina | VfR Bürstadt |          |

| Cessioni | Cessioni | Cessioni | Cessioni |
| R.       | Nome     | a        | Modalità |
| -------- | -------- | -------- | -------- |

## Risultati

### 2. Bundesliga

#### Girone di andata
| Arbitro: | Messmer |

|                            |           |  |
| Leiendecker 64’ Schaub 70’ | Marcatori |  |

| Arbitro: | Risse |

|                           |           |                 |
| Mödrath 3’, 85’ Rolff 20’ | Marcatori | 49’ Leiendecker |

| Arbitro: | Brückner |

|                       |           |                     |
| Fink 43’ Ritschel 61’ | Marcatori | 16’ Reiß 33’ Birner |

| Arbitro: | Wiesel |

|             |           |                  |
| Pallaks 28’ | Marcatori | 54’ Hinterberger |

| Arbitro: | Correll |

|                 |           |            |
| Fink 26’ (rig.) | Marcatori | 13’ Herget |

| Arbitro: | Niebergall |

|                                   |           |               |
| Täuber 30’ Buchwald 74’ Voise 90’ | Marcatori | 57’ Schneider |

| Arbitro: | Sahner |

|                        |           |                        |
| Schaub 54’ Metzler 59’ | Marcatori | 57’ Hofmann 63’ de Loo |

| Arbitro: | Eschweiler |

|                                              |           |                                    |
| Kunkel 5’ Reiners 9’ (rig.) Steiner 65’, 87’ | Marcatori | 15’, 37’ Leiendecker 34’ Schneider |

| Arbitro: | Theobald |

|                   |           |               |
| Kutzop 17’ (aut.) | Marcatori | 69’ Grünewald |

| Arbitro: | Gabor |

|                                  |           |                 |
| Schreml 42’ Waas 59’ Wohlers 86’ | Marcatori | 25’ Leiendecker |

| Arbitro: | Hellwig |

|                                    |           |                 |
| Denz 14’ Fink 19’ Hinterberger 73’ | Marcatori | 72’ Tune-Hansen |

| Arbitro: | Osmers |

|                    |           |  |
| Seegler 25’ (rig.) | Marcatori |  |

| Arbitro: | Wahmann |

|                        |           |          |
| Weber 27’ Ritschel 59’ | Marcatori | 24’ Linz |

| Arbitro: | Jupe |

|                      |           |  |
| Clute-Simon 61’, 68’ | Marcatori |  |

| Fürth 7 novembre 1981, ore 15:00 CET 15ª giornata | Fürth   | 0 – 0 referto | Waldhof Mannheim | Sportpark Ronhof (2 000 spett.)\| Arbitro: \| Waltert \| |
| Arbitro:                                          | Waltert |               |                  |                                                          |

| Arbitro: | Linn |

|                         |           |                        |
| Größler 63’ Schmitz 73’ | Marcatori | 2’ (rig.) Hinterberger |

| Arbitro: | Ahlenfelder |

|                                    |           |                                                     |
| Leiendecker 25’ Metzler 28’ (rig.) | Marcatori | 45’ Dierßen 48’ Goll 61’ Hayduk 75’ Schatzschneider |

| Arbitro: | Risse |

|              |           |              |
| Oehrlein 81’ | Marcatori | 37’ Dubovina |

| Arbitro: | Roth |

|                     |           |             |
| Denz 13’ Schaub 75’ | Marcatori | 23’ Tüfekçi |

#### Girone di ritorno
| Berlino 16 gennaio 1982, ore 15:00 CET 20ª giornata | Hertha Berlino | 0 – 0 referto | Fürth | Stadio Olimpico (6 900 spett.)\| Arbitro: \| Jupe \| |
| Arbitro:                                            | Jupe           |               |       |                                                      |

| Arbitro: | Werner |

|                   |           |                      |
| Werres 82’ (aut.) | Marcatori | 1’ Mödrath 76’ Rolff |

| Arbitro: | Correll |

|                             |           |                              |
| Binder 9’ Piller 76’ (rig.) | Marcatori | 43’ Dubovina 57’, 62’ Schaub |

| Arbitro: | Eli |

|                                                                          |           |            |
| Metzler 22’, 30’ (rig.), 78’ Schaub 39’, 66’ Stempfle 40’, 50’ Baier 54’ | Marcatori | 43’ Traser |

| Arbitro: | Wiesel |

|                        |           |  |
| Herget 52’ Klinger 87’ | Marcatori |  |

| Arbitro: | Hontheim |

|                             |           |  |
| Müller 18’ (aut.) Weber 42’ | Marcatori |  |

| Arbitro: | Kautschor |

|                        |           |                       |
| Raschid 35’ de Loo 81’ | Marcatori | 21’ (aut.) Buttgereit |

| Fürth 13 marzo 1982, ore 15:00 CET 27ª giornata | Fürth   | 0 – 0 referto | Wattenscheid 09 | Sportpark Ronhof (2 600 spett.)\| Arbitro: \| Föckler \| |
| Arbitro:                                        | Föckler |               |                 |                                                          |

| Arbitro: | Möller |

|                               |           |                                     |
| Krause 16’ Höfer 24’ Bein 45’ | Marcatori | 17’ Hinterberger 53’ (rig.) Metzler |

| Arbitro: | Sahner |

|                                      |           |            |
| Dubovina 31’, 60’ Metzler 75’ (rig.) | Marcatori | 70’ Strack |

| Arbitro: | Theobald |

|                           |           |  |
| Olaidotter 17’ Lorenz 57’ | Marcatori |  |

| Arbitro: | Waltert |

|                               |           |              |
| Schneider 54’ Leiendecker 59’ | Marcatori | 48’ Diekmann |

| Arbitro: | Engel |

|                  |           |                          |
| Schwehr 24’, 56’ | Marcatori | 22’ Schaub 77’ Schneider |

| Fürth 24 aprile 1982, ore 15:00 CEST 33ª giornata | Fürth   | 0 – 0 referto | Alemannia Aquisgrana | Sportpark Ronhof (4 200 spett.)\| Arbitro: \| Hellwig \| |
| Arbitro:                                          | Hellwig |               |                      |                                                          |

| Arbitro: | Wuttke |

|                 |           |                   |
| Bührer 45’, 73’ | Marcatori | 41’, 59’ Dubovina |

| Arbitro: | Hontheim |

|                        |           |                  |
| Schaub 26’ Metzler 60’ | Marcatori | 30’, 76’ Tönnies |

| Arbitro: | Hennig |

|                                |           |                              |
| Schatzschneider 3’ (rig.), 55’ | Marcatori | 25’ Baier 51’ (rig.) Metzler |

| Arbitro: | Malbranc |

|                        |           |  |
| Dubovina 2’ Schaub 39’ | Marcatori |  |

| Arbitro: | Assenmacher |

|                                   |           |                                          |
| Tüfekçi 6’ Drexler 56’ Kügler 65’ | Marcatori | 28’ Dubovina 57’ Schaub 68’ Hinterberger |

### Coppa di Germania
| Arbitro: | Brehm |

|                 |           |  |
| Völler 56’, 79’ | Marcatori |  |

## Statistiche

### Statistiche di squadra
| Competizione      | Punti | In casa | In casa | In casa | In casa | In casa | In casa | In trasferta | In trasferta | In trasferta | In trasferta | In trasferta | In trasferta | Totale | Totale | Totale | Totale | Totale | Totale | DR |
| Competizione      | Punti | G       | V       | N       | P       | Gf      | Gs      | G            | V            | N            | P            | Gf           | Gs           | G      | V      | N      | P      | Gf     | Gs     | DR |
| ----------------- | ----- | ------- | ------- | ------- | ------- | ------- | ------- | ------------ | ------------ | ------------ | ------------ | ------------ | ------------ | ------ | ------ | ------ | ------ | ------ | ------ | -- |
| 2. Bundesliga     | 35    | 19      | 9       | 8       | 2       | 37      | 20      | 19           | 1            | 7            | 11           | 24           | 40           | 38     | 10     | 15     | 13     | 61     | 60     | +1 |
| Coppa di Germania | -     | 0       | 0       | 0       | 0       | 0       | 0       | 1            | 0            | 0            | 1            | 0            | 2            | 1      | 0      | 0      | 1      | 0      | 2      | -2 |
| Totale            | 35    | 19      | 9       | 8       | 2       | 37      | 20      | 20           | 1            | 7            | 12           | 24           | 42           | 39     | 10     | 15     | 14     | 61     | 62     | -1 |

### Andamento in campionato
| Giornata  | 1 | 2 | 3 | 4 | 5  | 6  | 7  | 8  | 9  | 10 | 11 | 12 | 13 | 14 | 15 | 16 | 17 | 18 | 19 | 20 | 21 | 22 | 23 | 24 | 25 | 26 | 27 | 28 | 29 | 30 | 31 | 32 | 33 | 34 | 35 | 36 | 37 | 38 |
| --------- | - | - | - | - | -- | -- | -- | -- | -- | -- | -- | -- | -- | -- | -- | -- | -- | -- | -- | -- | -- | -- | -- | -- | -- | -- | -- | -- | -- | -- | -- | -- | -- | -- | -- | -- | -- | -- |
| Luogo     | C | T | C | T | C  | T  | C  | T  | C  | T  | C  | T  | C  | T  | C  | T  | C  | T  | C  | T  | C  | T  | C  | T  | C  | T  | C  | T  | C  | T  | C  | T  | C  | T  | C  | T  | C  | T  |
| Risultato | V | P | N | N | N  | P  | N  | P  | N  | P  | V  | P  | V  | P  | N  | P  | P  | N  | V  | N  | P  | V  | V  | P  | V  | P  | N  | P  | V  | P  | V  | N  | N  | N  | N  | N  | V  | N  |
| Posizione | 2 | 9 | 9 | 9 | 11 | 16 | 16 | 17 | 15 | 16 | 16 | 17 | 16 | 16 | 15 | 17 | 18 | 17 | 16 | 16 | 17 | 15 | 13 | 15 | 13 | 15 | 15 | 16 | 14 | 16 | 13 | 14 | 14 | 14 | 14 | 14 | 14 | 14 |

Legenda:

Luogo: C = Casa; T = Trasferta. Risultato: V = Vittoria; N = Pareggio; P = Sconfitta.

### Statistiche dei giocatori
| Giocatore       | 2. Bundesliga | 2. Bundesliga | 2. Bundesliga | 2. Bundesliga | Coppa di Germania | Coppa di Germania | Coppa di Germania | Coppa di Germania | Totale   | Totale | Totale      | Totale     |
| Giocatore       | Presenze      | Reti          | Ammonizioni   | Espulsioni    | Presenze          | Reti              | Ammonizioni       | Espulsioni        | Presenze | Reti   | Ammonizioni | Espulsioni |
| --------------- | ------------- | ------------- | ------------- | ------------- | ----------------- | ----------------- | ----------------- | ----------------- | -------- | ------ | ----------- | ---------- |
| J. Baier        | 35            | 2             | 3             | 0             | 1                 | 0                 | 0                 | 0                 | 36       | 2      | 3           | 0          |
| B. Bergmann     | 35            | 0             | 3             | 0             | 1                 | 0                 | 0                 | 0                 | 36       | 0      | 3           | 0          |
| L. Denz         | 27            | 2             | 6             | 1             | 0                 | 0                 | 0                 | 0                 | 27       | 2      | 6           | 1          |
| R. Dubovina     | 16            | 8             | 4             | 1             | 0                 | 0                 | 0                 | 0                 | 16       | 8      | 4           | 1          |
| K. Eickels      | 17            | 0             | 6             | 0             | 1                 | 0                 | 0                 | 0                 | 18       | 0      | 6           | 0          |
| G. Fink         | 33            | 3             | 4             | 0             | 1                 | 0                 | 1                 | 0                 | 34       | 3      | 5           | 0          |
| H. Grabmeier    | 30            | 0             | 8             | 0             | 1                 | 0                 | 0                 | 0                 | 31       | 0      | 8           | 0          |
| F. Hinterberger | 27            | 5             | 1             | 0             | 1                 | 0                 | 0                 | 0                 | 28       | 5      | 1           | 0          |
| N. Hütter       | 0             | 0             | 0             | 0             | 0                 | 0                 | 0                 | 0                 | 0        | 0      | 0           | 0          |
| R. Kastner      | 38            | 0             | 0             | 0             | 1                 | 0                 | 0                 | 0                 | 39       | 0      | 0           | 0          |
| L. Leiendecker  | 27            | 7             | 2             | 0             | 0                 | 0                 | 0                 | 0                 | 27       | 7      | 2           | 0          |
| W. Metzler      | 36            | 9             | 8             | 0             | 1                 | 0                 | 0                 | 0                 | 37       | 9      | 8           | 0          |
| W. Orf          | 9             | 0             | 0             | 0             | 0                 | 0                 | 0                 | 0                 | 9        | 0      | 0           | 0          |
| M. Ritschel     | 13            | 2             | 0             | 0             | 0                 | 0                 | 0                 | 0                 | 13       | 2      | 0           | 0          |
| F. Schaub       | 31            | 11            | 1             | 0             | 1                 | 0                 | 0                 | 0                 | 32       | 11     | 1           | 0          |
| S. Schneider    | 28            | 4             | 6             | 0             | 1                 | 0                 | 0                 | 0                 | 29       | 4      | 6           | 0          |
| H. Seelmann     | 31            | 0             | 6             | 0             | 1                 | 0                 | 0                 | 0                 | 32       | 0      | 6           | 0          |
| F. Smuda        | 0             | 0             | 0             | 0             | 0                 | 0                 | 0                 | 0                 | 0        | 0      | 0           | 0          |
| K. Stempfle     | 23            | 2             | 2             | 0             | 1                 | 0                 | 0                 | 0                 | 24       | 2      | 2           | 0          |
| K. Suchanek     | 0             | 0             | 0             | 0             | 0                 | 0                 | 0                 | 0                 | 0        | 0      | 0           | 0          |
| F. Weber        | 32            | 2             | 1             | 0             | 1                 | 0                 | 0                 | 0                 | 33       | 2      | 1           | 0          |